# Bebe (álbum)
Bebe é o terceiro álbum de estúdio da cantora estadunidense Bebe Rexha, lançado em 28 de abril de 2023, pela Warner Records. Foi precedido pelos singles "Heart Wants What It Wants", "Call on Me" e "Satellite" com Snoop Dogg, e também contém o single autônomo de 2022 de David Guetta e Rexha "I'm Good (Blue)". O álbum apresenta uma participação adicional de Dolly Parton. Para divulgação do álbum, Rexha fará uma turnê pela América do Norte a partir de maio de 2023.
Comercialmente, o álbum estreou no top 40 da Canadian Albums Chart e estreou na posição 132 na Billboard 200 dos Estados Unidos.

## Antecedentes
Rexha começou a fazer o álbum em dezembro de 2021, começando com "Seasons", a primeira música escrita para o álbum, que foi inspirada em "Landslide" do Fleetwood Mac. A Rolling Stone descreveu o som do álbum como uma mistura de "pop dos anos setenta, com o lirismo de Stevie Nicks [e o som dance-pop mais familiar de Rexha]", bem como seu álbum "mais feliz" até o momento, já que Rexha frequentemente fumava maconha enquanto fazia o álbum, e lançou o single "Satellite" com Snoop Dogg em 20/04, 20 de abril.

## Lançamento e promoção
Rexha anunciou Bebe em 15 de março de 2023, revelando a arte da capa e a data de lançamento. Em 30 de março, ela revelou a tracklist. Bebe foi lançado em 28 de abril de 2023, pela Warner Records.

### Singles
"Heart Wants What It Wants" foi lançado como o primeiro single do álbum em 17 de fevereiro de 2023. "Call on Me" foi lançado como o segundo single do álbum em 31 de março de 2023. "Satellite" com Snoop Dogg foi lançado como terceiro single em 20 de abril de 2023.
"Seasons" com Dolly Parton foi lançado em 28 de abril de 2023.

## Crítica profissional
| Críticas profissionais | Críticas profissionais |
| Avaliações da crítica  | Avaliações da crítica  |
| Fonte                  | Avaliação              |
| ---------------------- | ---------------------- |
| AllMusic               | [ 11 ]                 |
| PopMatters             | 7/10                   |
| Riff Magazine          | 8/10                   |

Neil Z. Yeung do AllMusic avaliou Bebe com 4 de 5 estrelas e sentiu que "causa uma impressão mais forte do que seus predecessores e tem pontos altos suficientes para apoiar ainda mais a posição de Rexha como um compositor pop magistral capaz de produzir sucessos. Com Bebe, ela chega mais perto de uma visão totalmente realizada que poderia puxá-la para seu verdadeiro momento de destaque".
Jeffery Davies, revisando o álbum para PopMatters, opinou que é "divertido de ouvir" e "simultaneamente um aceno para o pop dos dias anteriores e um bote salva-vidas, finalmente sinalizando que Rexha não precisa se vender para ser interessante", no qual o "talento de Rexha está em plena exibição".
Mike DeWald, da Riff Magazine, escreveu que Rexha "volta no tempo" no álbum, "infundindo som e estética disco dos anos 70 com pop dos anos 80 e produção moderna", e que ela "pega os sons do passado e provavelmente apresenta-os a um novo público. Mostrando que Rexha tem muito mais a dizer".

## Alinhamento de faixas
| Bebe – Edição Padrão |                                      | |                                 |         |  |
| N.º                  | Título                               | Compositor(es)                                                                                           | Produtor(es)                    | Duração |  |
| 1.                   | "Heart Wants What It Wants"          | Bebe Rexha Bonnie McKee Sarah Solovay Liana Banks Jussi Karvinen Ido Zmishlany Ryan Williamson Ray Goren | Jussifer Zmishlany Rykeyz Goren | 3:02    |  |
| 2.                   | "Miracle Man"                        | Rexha McKee Solovay Jesse St. John Zmishlany                                                             | Zmishlany                       | 3:28    |  |
| 3.                   | "Satellite" (com Snoop Dogg)         | Rexha Calvin Broadus Kunfetti Sam DeRosa Maya K Joe Janiak                                               | Janiak                          | 3:28    |  |
| 4.                   | "When It Rains"                      | Rexha Cleo Tighe Chloe George Karvinen                                                                   | Jussifer Mitch Allan [p]        | 2:22    |  |
| 5.                   | "Call on Me"                         | Rexha Dave Gibson Janée Bennett Matthew Burns                                                            | Burns Daniel Cullen [v]         | 2:50    |  |
| 6.                   | "I'm Good (Blue)" (com David Guetta) | Rexha Kamille Phil Plested David Guetta Gianfranco Randone Massimo Gabutti Maurizio Lobina               | Guetta Timofey Reznikov AHH [a] | 2:55    |  |
| 7.                   | "Visions (Don't Go)"                 | Rexha Sean Douglas Casey Smith Tom Barnes Ben Kohn Pete Kelleher                                         | TMS Allan [v]                   | 3:18    |  |
| 8.                   | "I'm Not High, I'm in Love"          | Rexha Solovay St. John Zmishlany                                                                         | Zmishlany                       | 3:04    |  |
| 9.                   | "Blue Moon"                          | Rexha Kunfetti DeRosa Janiak                                                                             | Janiak                          | 3:13    |  |
| 10.                  | "Born Again"                         | Rexha Alex Bilowitz Michelle Buzz Karvinen Nick Monson                                                   | Jussifer Monson Alex Bilo       | 3:00    |  |
| 11.                  | "I Am"                               | Rexha Janiak Whitney Phillips Maya K Tim Pagnotta Brian Phillips                                         | Pagnotta Phillips               | 2:55    |  |
| 12.                  | "Seasons" (com Dolly Parton)         | Rexha Solovay Zmishlany                                                                                  | Zmishlany                       | 3:23    |  |
| Duração total:       | Duração total:                       | Duração total:                                                                                           | Duração total:                  | 36:58   |  |

Notas
- ↑[p]  significa um produtor primário e vocal.
- ↑[a]  significa um produtor adicional.
- ↑[v]  significa um produtor vocal.

## Equipe e colaboradores
- Bebe Rexha — artista principal, vocais, produção executiva
- Chris Gehringer — engenheiro de masterização (faixas 1–5, 7–12)
- Timofey Reznikov — engenheiro de masterização, programação (faixa 6)
- Josh Gudwin — engenheiro de mixagem (faixas 1–5, 7–12)
- Serban Ghenea — engenheiro de mixagem (faixa 6)
- Ido Zmishlany — engenheiro de som (faixas 1, 2, 8, 12)
- Joe Janiak — engenheiro de som (faixas 3, 9)
- Jussifer — engenheiro de som (faixas 4, 10)
- TMS — engenheiro de som (faixa 7)
- Nick Monson — engenheiro de som (faixa 10)
- Brian Phillips — engenheiro de som (faixa 11)
- Tim Pagnotta — engenheiro de som (faixa 11)
- Travis "Shaggy" Marshall — engenheiro vocal (faixa 3)
- Brennan Mari — engenheiro vocal (faixa 7)
- David Guetta — programação (faixa 6)
- Felix Byrne — assistência de mixagem (faixas 1–5, 7–12)
- Bryce Bordone — assistência de mixagem (faixa 6)
- Dolly Parton — vocais (faixa 12)
- Snoop Dogg — vocais (faixa 3)

## Desempenho nas tabelas musicais
| País — Tabela musical (2023)       | Melhor posição |
| ---------------------------------- | -------------- |
| Canadá (Billboard Canadian Albums) | 36             |
| Estados Unidos (Billboard 200)     | 132            |
| França (SNEP)                      | 94             |
| Japão (Oricon)                     | 27             |
| Japão (Billboard Japan)            | 97             |
| Reino Unido (UK Album Downloads)   | 23             |

## Histórico de lançamento
| Região | Data                | Formato                       | Gravadora | Ref.          |
| ------ | ------------------- | ----------------------------- | --------- | ------------- |
| Várias | 28 de abril de 2023 | CD download digital streaming | Warner    | [ 14 ] [ 21 ] |